# Axis axis
Axis axis, cunoscut și sub numele de cerbul axis, este o specie de cerb originară din subcontinentul indian. A fost descrisă pentru prima dată și i s-a dat un nume binomial de către naturalistul german Johann Christian Polycarp Erxleben în 1777. Un cerb de talie medie, masculii ating 90 cm, iar femelele 70 cm la greabăn. În timp ce masculii cântăresc 70-90 kg, femelele cântăresc aproximativ 40-60 kg. Este dimorf sexual; masculii sunt mai mari decât femelele, iar coarnele sunt prezente doar la masculi. Părțile superioare sunt aurii până la rugiuniu, complet acoperite cu pete albe. Abdomenul, crupa, gâtul, interiorul picioarelor, urechile și coada sunt toate albe. Coarnele, cu trei vârfuri, sunt lungi de aproape 1 metru.

## Taxonomie și filogenie
Cerbul axis a fost descris pentru prima dată de Johann Christian Polycarp Erxleben în 1777 ca Cervus axis. În 1827, Charles Hamilton Smith a plasat cerbul în propriul său subgen Axis sub genul Cervus. Axis a fost ridicat la statutul generic de Colin P. Groves și Peter Grubb în 1987. Genul Hyelaphus a fost considerat un subgen al Axis. Cu toate acestea, o analiză morfologică a arătat diferențe semnificative între Axis și Hyelaphus. Un studiu filogenetic efectuat mai târziu în același an a arătat că Hyelaphus este mai apropiat de genul Rusa decât Axis. În arborele filogenetic, Axis s-a dovedit a fi parafiletic și îndepărtat de Hyelaphus; s-a constatat că cerbul axis formează o cladă cu cerb de mlaștină (Rucervus duvaucelii) și cerbul lui Schomburgk (Rucervus schomburgki). Se estimează că cerbul axis a deviat genetic din linia Rucervus în Pliocenul timpuriu, în urmă cu aproximativ 5 milioane de ani. Următoarea cladogramă se bazează pe un studiu filogenetic din 2006:
|  | Cerbul de mlaștină    |
|  |                       |
|  | Cerbul lui Schomburgk |
|  |                       |

|  | Cerbul Axix   |
|  |               |
|  | Axis porcinus |
|  |               |

|  | Cerbul de mlaștină    |
|  |                       |
|  | Cerbul lui Schomburgk |
|  |                       |

|  | Cerbul Axix   |
|  |               |
|  | Axis porcinus |
|  |               |

|  | Cerbul de mlaștină    |
|  |                       |
|  | Cerbul lui Schomburgk |
|  |                       |

|  | Cerbul Axix   |
|  |               |
|  | Axis porcinus |
|  |               |

|  | Cerbul de mlaștină    |
|  |                       |
|  | Cerbul lui Schomburgk |
|  |                       |

|  | Cerbul Axix   |
|  |               |
|  | Axis porcinus |
|  |               |

Fosile ale speciilor Axis dispărute, datând de la începutul până la mijlocul Pliocenului, au fost excavate din Iran, în vest, până în Indochina, în est. Rămășițe ale cerbului Axis au fost găsite în depozitele din Pleistocenul mijlociu din Thailanda, împreună cu ursul malaez, Stegodon, gaurul, bivolul sălbatic de apă și alte mamifere vii și dispărute.

## Descriere

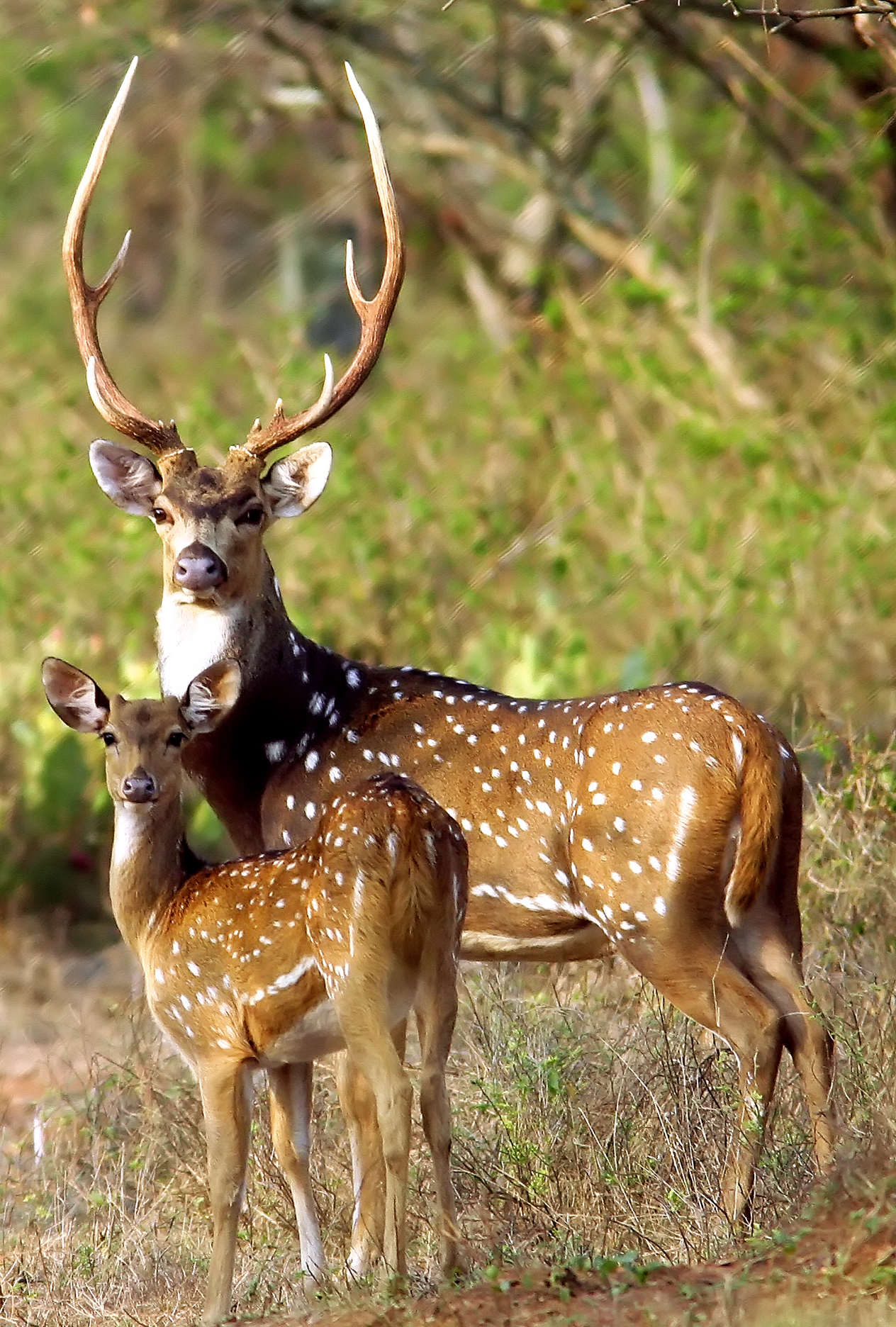
Mascul și femelă

Cerbul Axix este un cerb de mărime moderată. Masculii ajung până la 90-100 cm, iar femelele până la 65-75 cm la umăr; lungimea capului și a corpului este de aproximativ 1,7 metri. În timp ce masculii imaturi cântăresc 30-75 kg, femelele mai ușoare cântăresc 25-45 kg. Cerbii maturi pot cântări până la 98-110 kg.
Coada, lungă de 20 cm, este marcată de o dungă întunecată care se întinde pe toată lungimea sa. Specia este dimorfică din punct de vedere sexual; masculii sunt mai mari decât femelele, iar coarnele sunt prezente doar la masculi.
Părțile dorsale (superioare) sunt aurii până la ruginii, complet acoperite de pete albe. Abdomenul, crupa, gâtul, interiorul picioarelor, urechile și coada sunt toate albe. O dungă neagră vizibilă trece de-a lungul coloanei vertebrale (osul spatelui). Cerbul axis are glande preorbitare (lângă ochi) bine dezvoltate, cu peri rigizi. Glandele preorbitare, mai mari la masculi decât la femele, sunt frecvent deschise ca răspuns la anumiți stimuli.

## Galerie

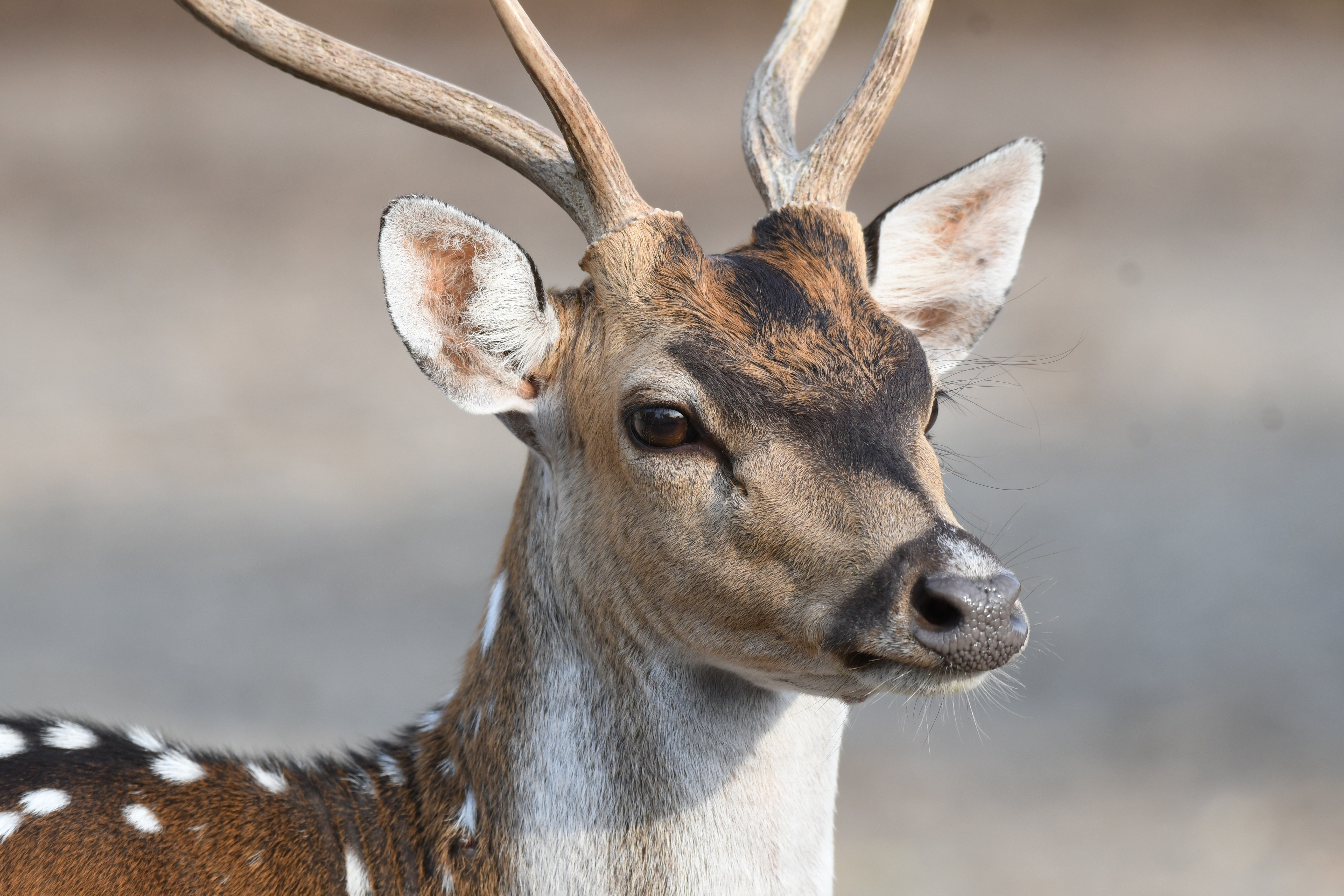
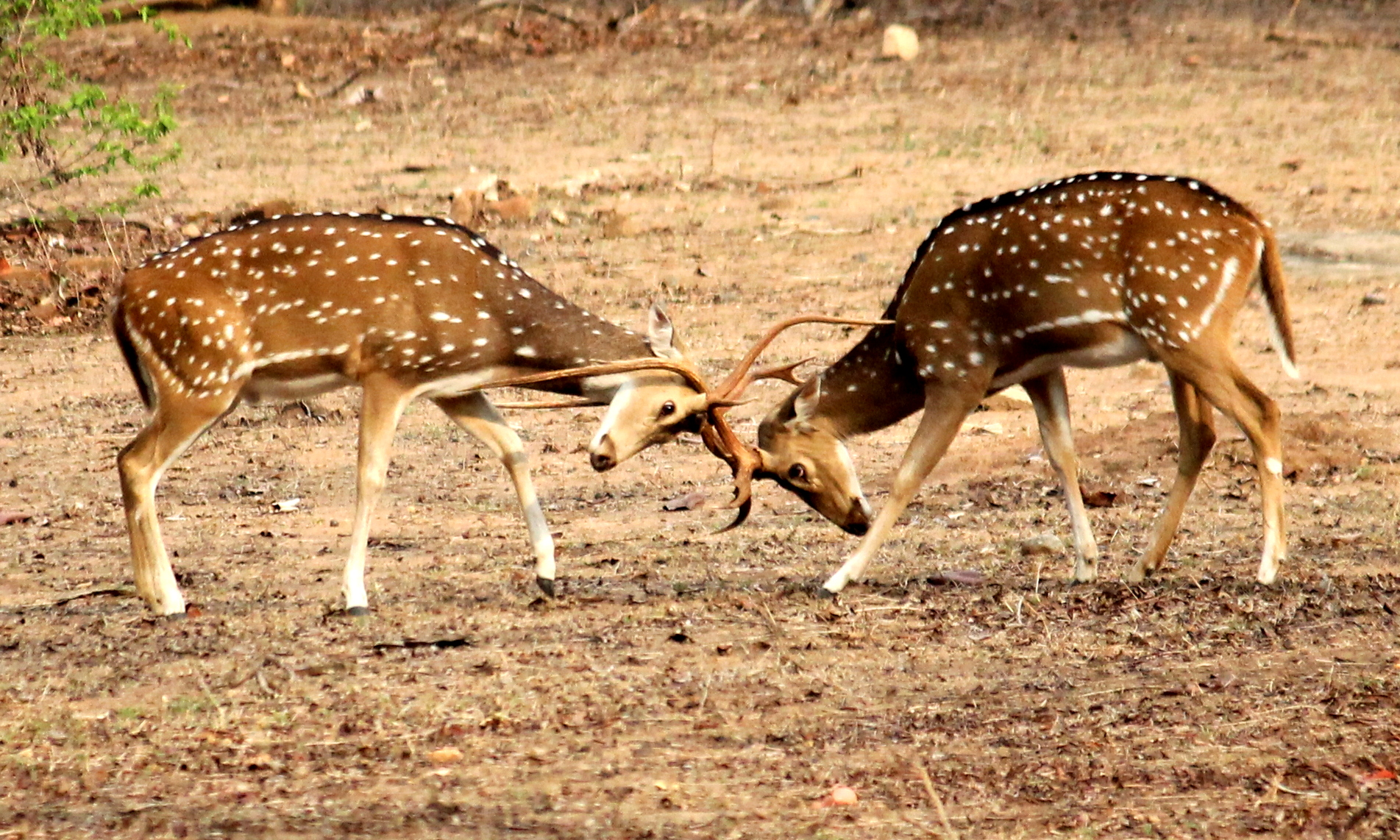
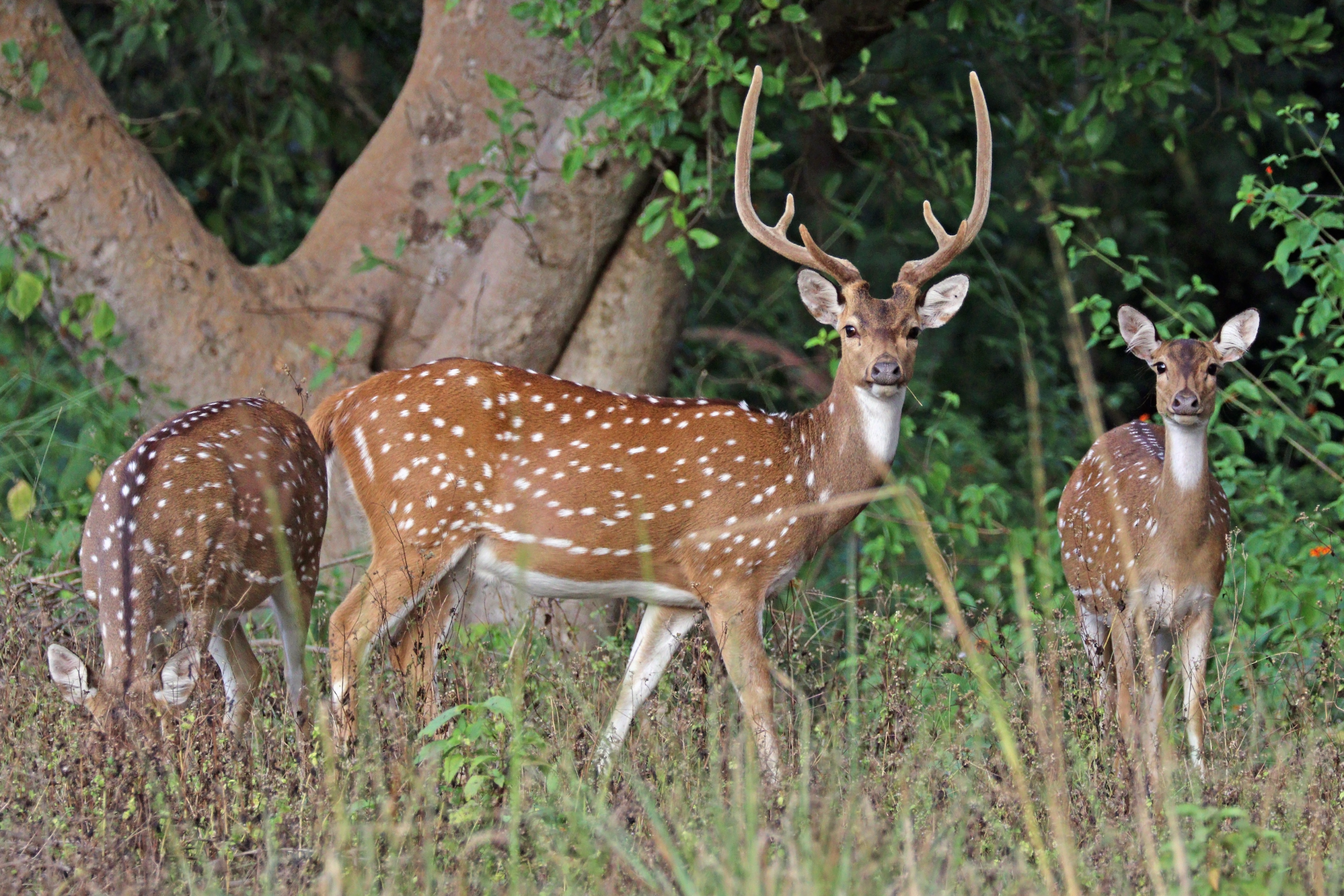